# Уживання великої літери в українській мові
З вели́кої лі́тери пишеться перше слово в реченні, перше слово кожного рядка у віршах незалежно від розділових знаків.

## Велика літера у власних назвах
З великої літери пишуться:
- Імена людей, по батькові, прізвища, псевдоніми, конспіративні клички, прізвиська: Іван Петрович Котляревський, Леся Українка (Лариса Петрівна Косач), Марко Вовчок (Марія Олександрівна Вілінська), Юрій Клен (Освальд Бургардт), Данило Галицький, Нестор Літописець, Олександр Невський, Ярослав Мудрий; також: Кобзар (про Тараса Шевченка), Каменяр (про Івана Франка) тощо. У складних прізвищах, псевдонімах та іменах, які пишуться через дефіс, кожна складова частина починається великою літерою: Квітка-Основ'яненко, Нечуй-Левицький, Сергеєв-Ценський; Жан-Жак, Зиновій-Богдан, Марія-Тереза.
- Назви міфологічних істот і божеств: Антей, Аполлон, Афіна, Ахіллес, Будда, Венера, Молох, Перун.
- Дійові особи у байках, казках, драматичних творах: Ворон, Заєць, Лисиця, Осел, Щука; Лісовик, Мавка, Перелесник; Дід Мороз; Той, що греблі рве; Червона Шапочка; Буряк, Троянда, Хліб.
- Назви найвищих державних установ України: Верховна Рада України, Конституційний Суд України, Кабінет Міністрів України.
- Назви найвищих державних посад України та міжнародних посад: Генеральний секретар ООН, Президент України, Голова Верховної Ради України, Генеральний прокурор України.
- Умовні власні назви в актах, договорах та інших офіційних документах: Високі Договірні Сторони, Автор і Видавництво тощо.
- Клички свійських тварин: Сірко (собака); Сніжинка (кішка); Гнідко Стріла (коні); Круторогий, Сивий (воли); Рекордистка, Лиска (корови) та інші.
- Назви сортів рослин у спеціальній літературі: Антонівка звичайна, Білий налив, Сніговий кальвіль, Папіровка (яблуні); Українська глива, Лісова красуня (груші); Рекорд, Угорка (сливи); Шпанка рання (вишня). Але в загальному вжитку вони пишуться з малої літери: антонівка, глива, угорка.
- Астрономічні назви: Велика Ведмедиця, Козеріг, Марс, Молочний Шлях, Сатурн, Юпітер. Так само пишуться народні назви сузір'їв і галактик: Великий Віз, Квочка, Пасіка, Чумацький Шлях тощо. Слова земля, місяць, сонце пишуться з великої літери тоді, коли вони вживаються як астрономічні назви: Навколо Сонця обертається Земля зі своїм супутником Місяцем. Але: обробіток землі, схід сонця.
- Назви сторін світу: захід, південь, північ, схід, південний захід, якщо під цими назвами розуміються краї чи народи: Далекий Схід, Західна Україна, країни Заходу, курорти Півдня, народи Півночі, Південне Полісся, Північна Буковина, Схід прокинувся.
- Географічні й топографічні власні назви, крім службових слів і родових означень (затока, мис, море, острів, пік, хребет тощо): Азія, Антарктида, Балканський півострів, Берингове море, Північнокримський канал, Володимир-Волинський плат, гора Говерла, Грибова губа, Зелений мис, озеро Ільмень, Кавказький хребет, пік Шевченка, Москва-ріка, Нагаєва бухта, протока Па-де-Кале, Панамський перешийок, Перська затока, Північний полюс, Східноєвропейська рівнина, Урало-Кушумський степ. Коли означуване слово, що входить до географічної назви, не виражає родового поняття, то воно пишеться з великої літери: Біла Церква, Біловезька Пуща (заповідник), Булонський Ліс (парк), Великі Луки, Жовті Води, Залізні Ворота, Зелений Гай, Карські Ворота. Так само з великої літери пишуться складові частини географічних назв, що означають титули, посади, фах і таке інше: мис Капітана Джеральда, набережна Лейтенанта Шмідта; також затока Святого Лаврентія.
- Назви вулиць (бульварів, провулків, проспектів), шляхів (залізничних, морських тощо), каналів, течій (морських), а також майданів (площ), парків тощо пишуться з великої літери, а їхні родові позначення — з малої: Андріївський узвіз, Байкало-Амурська магістраль, бульвар Тараса Шевченка, Військово-Грузинська дорога, вулиця Петра Сагайдачного, Житомирська автострада, Львівська площа. Якщо в назвах вулиць, проспектів, населених пунктів слова брід, вал, ворота, міст, шлях, тощо вже не сприймаються як родові позначення, то вони пишуться з великої літери: Боричів Тік, Добрий Шлях, Козиний Брід, Красні Ворота, Кузнецький Міст, Ярославів Вал (вулиці); Гола Пристань (місто); Козинські Горби (урочище); Сухий Яр (село).
- Назви груп або союзів держав і найвищих міжнародних організацій: Антанта, Балканські країни, Європейське Економічне Співтовариство, Співдружність Незалежних Держав, Всесвітня Рада Миру, Міжнародний комітет Червоного Хреста, Організація Об'єднаних Націй, Рада Безпеки, Троїстий союз.
- Назви держав та автономних адміністративно-територіальних одиниць: Арабська Республіка Єгипет, Держава Бахрейн, Республіка Білорусь, Карельська Автономна Республіка, Китайська Народна Республіка, Корейська Народо-Демократична Республіка.
- У назвах автономних областей та округів, а також країв, областей, районів, сільрад, колгоспів, радгоспів з великої літери пишеться тільки перше слово: Волинська область, Єврейська автономна область, Краснодарський край, Мусіївський колгосп імені Тараса Шевченка, Ненецький автономний округ, Новомлинівська сільрада, Петрівський радгосп, Рожищенський район, Уманська міськрада. Це правило поширюється й на назви старого адміністративно-територіального поділу: Берегівський округ, Вітебське воєводство, Лохвицький повіт, Новоросійська губернія, Черкаське староство.
- Неофіційні назви держав, одиниць територіального поділу та образні назви географічних об'єктів: Буковина, Вінниччина, Закавказзя, Закарпаття, Золотоверхий, (Київ) Наддніпрянщина. У спеціальному стилістичному вживанні пишуться з великої літери й загальні назви: Батьківщина тощо.
- У словосполученнях — назвах державних, партійних, громадських, профспілкових та інших установ і організацій як України, так і інших держав, з великої літери пишеться тільки перше слово, що входить до складу назви: Верховний суд США, Генеральні штати Королівства Нідерландів, Збройні сили України, Народна палата Республіки Індії. Це стосується й назв державних установ минулого: Державна дума, Земський собор, Тимчасовий уряд, Центральна Рада.
- У назвах міністерств і їхніх головних управлінь, а також у назвах інших установ та організацій, що складаються з кількох слів, з великої літери пишеться тільки перше слово: Національний банк України, Міністерство освіти України, Міністерство культури України, Палата мір і вимірних приладів, Українське товариство охорони пам'яток історії та культури.
- Правопис складених назв заводів, фабрик, комбінатів, виробничих об'єднань, шахт, підприємств, установ, а також наукових і навчальних закладів, кінотеатрів, театрів, парків культури та відпочинку, клубів тощо підпорядкований таким правилам:

- якщо підприємство, установа заклад тощо мають символічну назву, номер чи носять чиєсь ім'я, то їх можна писати повністю або скорочено. При цьому в повних назвах початкове слово та перше слово взятої в лапки символічної (умовної) назви, ім'я тощо пишуться з великої літери, а всі інші слова — з малої: Київський завод «Арсенал», Республіканське виробниче об'єднання «Поліграфкнига», Десятий міжнародний з'їзд славістів, Центральна наукова бібліотека АН України імені В. І Вернадського, Київський військовий округ;
- перше слово власних назв академій, інститутів, науково-дослідних установ, кінотеатрів, театрів, музеїв, парків культури та відпочинку тощо пишеться з великої літери, попри те, що воно є родовим позначенням: Академія наук України, Кінотеатр імені Олександра Довженка, Книжкова палата, Державний музей українського образотворчого мистецтва;
- з великої літери пишеться перше слово складених назв типу: Київський будинок мод, Львівський палац одруження, Харківський клуб метробудівників.

- Назви художніх, музичних творів тощо, наукових праць, газет, журналів, історичних пам'яток тощо пишуться з великої літери в лапках: поема «Енеїда», повість «Тіні забутих предків», опера «Запорожець за Дунаєм», пісня «Стоїть гора високая», підручник «Історія України».
- З великої літери, але без лапок пишуться назви культових книг: Апостол, Біблія, Євангеліє, Коран, Псалтир, Часослов, а також назви релігійних понять: Бог (але бог Перун тощо), Божа Матір, Син Божий, Святий Дух та інші.
- Назви вокзалів, станцій, портів, пристаней тощо: Київський вокзал (у Москві), станція Фастів Перший, станція метро «Радянська», порт «Балаклава», пристань Ржищів тощо.
- Назви будинків відпочинку, пансіонатів, санаторіїв, дитячих таборів, готелів, кемпінгів, ресторанів, кав'ярень тощо пишуться в лапках і з великої літери: будинок відпочинку «Зоря», пансіонат «Здоров'я».
- Назви пам'яток архітектури, замків, храмів тощо: Андріївська церква, Золоті ворота, Колізей, Києво-Печерська лавра, Хотинський замок, Софіївський собор.
- Назви історичних подій, епох, війн, революцій, народно-визвольних рухів, повстань, революційних свят, знаменитих дат тощо: Велика французька революція, епоха Відродження, Вітчизняна війна, Коліївщина, Хмельниччина, Семирічна війна, Кривава неділя. З великої літери пишуться й назви релігійних свят і постів: Благовіщення, Великдень, Йоана Хрестителя, Петра й Павла, Покрова, Різдво, Успіння; Великий піст, Масниця, Петрівка, Пилипівка, Спасівка тощо.
- Якщо початковий порядковий числівник у складений назві написаний цифрою, то наступне слово пишеться з великої літери: 8 Березня, 1 Травня.
- Назви конгресів, конференцій, договорів, найважливіших документів тощо: Конгрес захисту культури, Конституція України, Потсдамська угода, Акт проголошення незалежності України, Декларація прав людини.
- Назви орденів, відзнак (крім родових назв): орден Вітчизняної війни, орден Дружби народів, орден Незалежності, орден Почесного легіону, орден Пошани. Якщо така назва береться в лапки, то з великої літери також пишеться тільки перше слово та власне ім'я, що входить до складу цієї назви: орден «Мати-героїня», медаль «За відвагу», медаль «За визволення Варшави».
- Назви літаків, автомобілів, тракторів, та інших машин, пов'язані з найменуванням моделі, заводу, фірми, що їх виготовляють, пишуться з великої літери в лапках: літак «Антей», автомобіль «Таврія», автобус «Турист», комбайн «Нива», трактор «Білорусь». Це правило поширюється й на назви виробів, продуктів, що стали фірмовим або сортовим їх означенням: печиво «Столичне», вино «Перлина степу», цукерки «Пташине молоко».
- Прикметники, утворені від власних особових назв за допомогою суфіксів -ів (-ова, -ове, -еве), -їв (-єва, -єве, -ин (-ина, -ине), -їн (-їна, -їне), якщо вони означають належність чогось даній особі: Андрієві книжки, Грінченків словник, Маріїн лист, Тичинине слово, Шевченкові поезії.
- Прикметники, що входять до складених особових назв людей як прізвиська: Володимир Великий, Данило Галицький, Дюма Старший, Карл Сміливий.
- Прикметники, утворені від іменників — власних назв, якщо вони входять до складу назв, які з змістом дорівнюють словосполуки «імені когось», «пам'яті когось»: Нобелівська премія, Франківська кімната, Шевченківська премія.
- Складно-скорочені назви (абревіатури), якщо вони вживаються на позначення одиничних установ: Укрінформ, Укрпрофрада, Укрспілка, НЛО, АТС, КНР, СНД, УРП, УТН.

## Мала літера в загальних назвах
З малої літери пишуться:
- Назви тварин, птахів, страв, напоїв, тканин тощо, утворені від географічних найменувань: бостон (тканина), йоркшир (порода свиней), леггорн (порода курей).
- Назви частин, відділів, відділень, секторів та інших підрозділів установ, організацій, а також слова актив, збори, з'їзд, конференція, президія, сесія, симпозіум, рада (інституту) тощо.
- Складноскорочені слова, якщо вони є родовими назвами: колгосп, медінститут, облвиконком, райвно, райрада.
- Імена та прізвища людей, які стали загальними назвами людей і предметів: донжуан, ловелас, ментор, меценат, робінзон, браунінг (пістолет), галіфе (штани), дизель (двигун), макінтош (одяг), максим (кулемет), рентген (апарат), френч (одяг). Так само пишуться загальні назви, утворені від власних імен (прізвищ): бонапартизм, мічурінець, пушкініст, шевченкіана.
- Назви народів, племен, а також назви людей за національною ознакою або за місцем проживання: араби, африканці, латино-американці; ацтеки, ірокези, поляни; білорус, латвієць, росіянка, українець; запоріжці, киянин, львів'яни, полтавець, полтавка.
- Родові назви міфологічних істот: ангел, демон, лісовик, муза, німфа, русалка, титан, фавн, фея.
- Індивідуальні міфологічні назви, що перетворилися на загальні або вживаються в переносному значенні: молох війни; на спортивну арену вийшли сучасні геркулеси.
- Назви посад, звань, учених степенів тощо: голова, декан, директор, міністр, ректор, президент АН України; академік, генерал-лейтенант, заслужений діяч мистецтв, народний артист України, лауреат Державної премії імені Тараса Шевченка, член-кореспондент; доктор наук, кандидат наук.
- Назви титулів, рангів, чинів: барон, герцог, граф, імператор, князь, колезький асесор, король, принц, цар, шах.
- Родові означення при астрономічних назвах: зірка Альтаїр, комета Галлея, Тунгуський метеорит, сузір'я Великого Пса, туманність Андромеди.